# Francisco Horta (Aktivist)

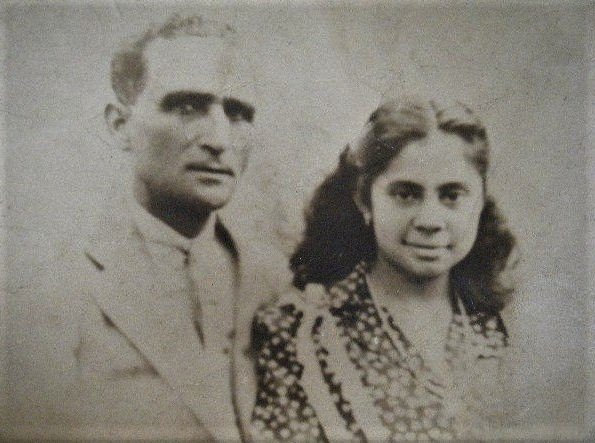
Francisco Horta und seine Frau Natalina Ramos Filipe

Francisco Horta (* 26. August 1906 in Figueira da Foz, Portugal; † 15. November 1970 in Portugiesisch-Timor) war ein portugiesischer Marinesoldat und Aktivist.

## Leben

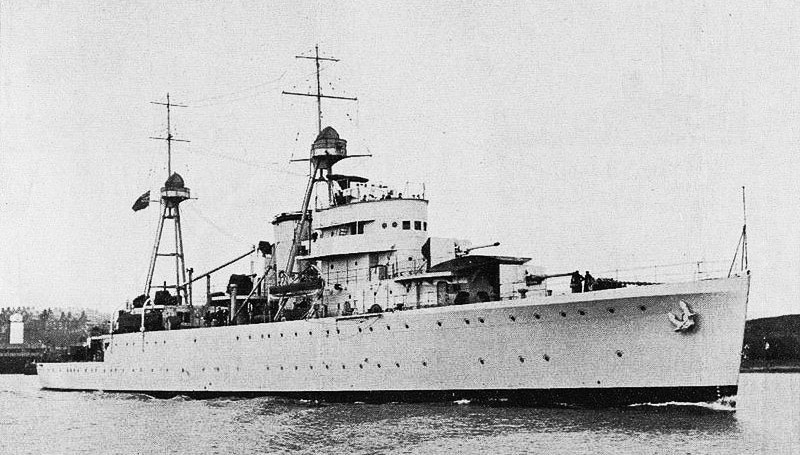
Die Afonso de Albuquerque (1935)

1936 plante die portugiesische Diktatur unter António de Oliveira Salazar die Unterstützung der nationalistischen Putschisten im Spanischen Bürgerkrieg durch portugiesische Kriegs-, Transport- und Versorgungsschiffe. Dagegen rebellierte Horta als Unteroffizier der portugiesischen Marine. Zusammen mit anderen Seeleuten entmachtete er am 8. September die Offiziere des Avisos Afonso de Albuquerque und dem Zerstörer Dão und lichtete die Anker, um auf Seiten der Republik gegen Francisco Franco zu kämpfen. An der Mündung des Tejo wurden die Meuterer von portugiesischen Streitkräften vom Land aus unter Beschuss genommen und mussten aufgeben. Francisco Horta wurde nach Portugiesisch-Timor verbannt.
Im Zweiten Weltkrieg besetzten japanische Streitkräfte die Kolonie des neutralen Portugal. Horta kämpfte in der Schlacht um Timor zusammen mit australischen Kommandos im Guerillakrieg gegen die Besatzer. Als er zusammen mit 600 anderen Portugiesen nach Australien evakuiert wurde, internierte man ihn und 27 andere Deportados gegen gültiges Recht auf Bobs Farm. Horta wurde für seinen Kampf gegen die Japaner nach dem Krieg rehabilitiert, blieb aber bis zu seinem Tod auf Timor.

## Familie
Franciscos Eltern waren António Luís Horta und Beatriz dos Santos Leite. Auch António war auf den Azoren, später auf Kap Verde und in Portugiesisch-Guinea im politischen Exil, bis er zuletzt ebenfalls nach Portugiesisch-Timor verbannt wurde.
Francisco Horta heiratete die Timoresin Natalina Ramos Filipe (aus Holarua, 1929–2018). Sie wurde als 13-Jährige 1943 während der japanischen Besatzung nach Australien evakuiert, nachdem die Japaner ihr Dorf nahe Same wegen Kollaboration mit den Australiern Ende 1942 massakriert hatten. Ihr Vater Arsénio José Filipe, der mit den Australiern kämpfte, war schon zuvor evakuiert worden. Der Rest der Familie starb auf der Flucht vor den Japanern. Bei der Überfahrt nach Australien traf sie auf Francisco Horta.
Nach dem Zweiten Weltkrieg reiste das Ehepaar nach Lissabon, kehrte aber schon bald nach Timor zurück. Auf der Rückfahrt wurde auf dem Schiff Quanza im August 1946 Romana Ramos-Horta, ihr erstes Kind von zwölf geboren. Der 1949 in Dili geborene Sohn José Ramos-Horta setzte sich für die Unabhängigkeit Osttimors ein, zuerst gegenüber der portugiesischen Kolonialmacht (wofür er zeitweise nach Mosambik verbannt wurde), dann gegen die indonesische Besatzung (1975–1999). 1996 erhielt José Ramos-Horta den Friedensnobelpreis, von 2006 bis 2007 war er Premierminister Osttimors, von 2007 bis 2012 Präsident Osttimors. Ab 2013 war er UN-Sonderbeauftragter für Guinea-Bissau und ist seit 2022 wieder Staatspräsident. Guilherme Gui Ramos-Horta starb 1977 in Zumalai und Nuno Ramos-Horta (Comandante Maukoli) 1978 in Viqueque durch indonesische Sicherheitskräfte. Der Erste starb während eines Polizeiverhörs, der andere verschwand im Alter von 14 Jahren spurlos. Maria Ortencia Ramos-Horta (* 24. Juli 1958) starb bei einem indonesischen Luftangriff am 19. Dezember 1978 in der Region Anon-Lolotoe. António Ramos-Horta starb im November 1992 aufgrund der schlechten medizinischen Versorgung. Francisco Horta jr. (* 13. Februar 1948; † 22. April 2013) starb eines natürlichen Todes. Rosa Maria Horta ist die Witwe des osttimoresischen Politikers João Viegas Carrascalão. Die weiteren Kinder sind Beatriz Horta, Arsênio Ramos-Horta, Natalino Ramos-Horta, Aida Ramos-Horta und Licinia Ramos-Horta.